# Heliport Ikamiut

i7
i11
i13
Der Heliport Ikamiut (ICAO-Code: BGIT) ist ein Hubschrauberlandeplatz in Ikamiut im westlichen Grönland. Da er kein Abfertigungsgebäude besitzt, wird der Heliport auch als Helistop bezeichnet.

## Lage und Ausstattung
Der Heliport liegt im südlichen Teil des Dorfs, liegt auf einer Höhe von 49 Fuß und hat eine mit Schotter bedeckte kreisrunde Landefläche mit einem Durchmesser von 30 m.

## Fluggesellschaften und Ziele
Der Heliport wird von Air Greenland bedient, die saisonal regelmäßig Flüge zum Heliport Akunnaaq und zum Heliport Qasigiannguit anbietet. Von dort aus kann der Flughafen Aasiaat und der Flughafen Ilulissat erreicht werden.